# Eublemma geometriana
Eublemma geometriana là một loài bướm đêm trong họ Erebidae.